# Alexandre de Mindos
Alexander (grego antigo: Ἀλέξανδρος) de Mindos em Cária foi um antigo escritor grego que se acredita, de forma imprecisa, ter vivido no primeiro século d.C. Escreveu sobre diversos temas, incluind-se zoologia e adivinhação. Seus trabalhos, os quais, atualmente, encontram-se perdidos, devem ter sido considerados de grande valor pelos antigos, uma vez que se referem a eles frequentemente. Alguns fragmentos de seu trabalho foram preservados por vários autores que vieram depois dele.
Os títulos de seus trabalhos são: A History of Beasts (Κτηνῶν Ἱστορία), um extenso fragmento que, pertencendo ao segundo livro, é citado por Ateneu.